# 涡轮码
涡轮码（英語：Turbo code）是信息论中一种前向纠错的编码技术，发明于1990至1991年间，并于1993年首次发表。涡轮码是首个得以接近香农极限的现实可行的编码，在低信噪比条件下有着优越的性能，广泛运用于3G/4G移动通信（如UMTS与LTE）、深空卫星通信等领域。
涡轮码的解码过程通过一个反馈环路迭代进行，因类似于内燃机中涡轮增压器的工作过程而得名。
以人工智能的角度而言，涡轮码的解码可看作是贝叶斯网络上的循环置信度传播（loopy belief propagation）。